# Avis (Paul Éluard)
Pour les articles homonymes, voir Avis.
Avis est un poème de Paul Éluard écrit pendant la Seconde Guerre mondiale, sous l'Occupation. 
Il évoque un des avis d'exécution placardés par les Allemands, et les derniers moments d'un résistant condamné à mort. 
Ce poème est écrit par Éluard en 1943 et publié la même année dans plusieurs revues et opuscules. Il paraît en 1944 en première pièce du recueil Au rendez-vous allemand.

## Contexte
Pendant la Seconde Guerre mondiale, sous l'Occupation de la France par l'Allemagne, les résistants œuvrent à la lutte contre l'occupant et dans la perspective de la Libération.
Paul Éluard, poète engagé, met sa plume au service de la Résistance. Il écrit ce poème en 1943.

## Analyse
Les deux premiers vers « La nuit qui précéda sa mort / Fut la plus courte de sa vie » situent d'emblée le cadre du poème : la dernière nuit du condamné à mort.
Le condamné ressent durement le reste de sa vie physique : « Le poids de son corps l'écœurait » ; à l'approche de la mort, son propre corps lui devient hostile.
Au milieu du poème apparaît cependant le sourire : « C'est tout au fond de cette horreur / Qu'il a commencé à sourire ». Ce sourire est rempli de tout le futur de la justice attendue.
La fraternité d'armes, la solidarité dans la lutte et la confiance mutuelle au-delà de la mort sont manifestées par « Il n'avait pas UN camarade / Mais des millions », et la mort prochaine est synonyme de naissance à cette communauté fraternelle. 
Le dernier vers « Et le jour se leva pour lui » présente le dernier matin, le jour se levant, comme symbole à la fois de la mort et de la Libération à venir, la victoire.

## Parutions
Le poème paraît d'abord en 1943, sans titre et de façon anonyme, dans Traits, n° 7, juillet 1943. Il paraît ensuite, encore anonyme mais avec son titre, dans les Poèmes français, à Lausanne en 1943. 
L'année suivante, il est publié dans l'Honneur des poètes, deuxième version, sous le pseudonyme de Jean du Haut. En 1944 aussi, Avis est publié dans le recueil Au rendez-vous allemand de Paul Éluard, où il figure volontairement en première position.

## Musique, disques
Le poème Avis est mis en musique par la compositrice Elsa Barraine, en 1946 ; la partition en est dédiée à la mémoire de Georges Dudach, fusillé en 1942.
Ce poème est enregistré dans le disque La Force de l'amour, avec quatre autres poèmes ; Le chant du monde, LDY 6001, 33 tours, 17 cm.